# Autohtoni narodi Arktika
Arktički narodi ili cirkumpolarni narodi jeste zajednički termin za raznovrsnu grupu starosedelačkih naroda Arktičkog (cirkumpolarnog) regiona.

## Praistorija
Najraniji stanovnici severnoameričkog centralnog i istočnog Arktika su pripadali arktičkoj kulturi malih alata koja je postojala do 2500. godine p. n. e. Narodi ove kulture pripadaju paleoeskimskim kulturama, koje uključuju nezavisnu I i predorsetsku kulturu sa Grenlanda. Dorsetska kultura (inuktitut: tuniit ili tunit) odnosi se na naredne naseljenike centralnog i istočnog Arktika. Dorsetska kultura se dalje razvijala zbog tehnoloških i ekonomskih promena tokom perioda 1050—550 p. n. e. Sa izuzetkom poluostrva Kvebek/Labrador, dorsetska kultura je nestala oko 1500. n. e.
Dorset/tulska tranzicija kulture datira iz perioda oko 9—10. veka. Naučnici veruju da je bilo međusobnog mešanja dveju kultura u smislu razmene tehnologija, kao što su izrada glava harpuna. Takođe je moguće da su Tuli našli ostatke Dorseta i preuzeli njihovu kulturu. Drugi pak veruju da su Tuli zamenili Dorsete.

## Istorijski i savremeni narodi
Do 1300. godine, Inuiti, današnji stanovnici Arktika i potomci kulture Tula bili su stacionirani na zapadu Grenlanda, ali su se od tada polako premeštali na istok ostrva. Vremenom su Inuiti migrirali čitavim arktičkim regionom Kanade, Grenlanda, Rusije i Sjedinjenih Američkih država.
Druge etničke grupe cirkumpolarnog kruga uključuju: Burjate, Čukčije, Evenke, Hante, Korjake, Nence, Laponce, Jukagire i Jupike, koji sebe smatraju Eskimima, čije ime znači „mrežari u zimskoj bući”, ne „oni koji jedu sveže meso” kao što se nekada greškom prevodi.

### Narodi po etnolingvističkoj listi
- Čukotsko-kamčatski narodi
  - Korjaci, Sibir (Kamčatska Pokrajina), Rusija
  - Čukči, Sibir (Čukotka), Rusija
- Tunguski narodi
  - Evenki, Kina (Unutrašnja Mongolija i Hejlungđang), Mongolija, Rusija
  - Nanajci, Rusija (Habarovska Pokrajina), China (Hejlungđang)
  - Eveni, Sibir (Magadanska oblast, Kamčatska Pokrajina i Jakutija), Rusija
  - Negidalci, Sibir(Habarovska Pokrajina), Rusija
  - Oroci, Sibir (Sahalinska oblast), Rusija, Japan (Hokaido)
- Turkijski narodi
  - Severoistočni turkijci
    - Dolgani, Sibir (Krasnojarska Pokrajina), Rusija
    - Jakuti, Sibir (Jakutija), Rusija

  - Jugoistočni turkijci
    - Altajci, Sibir (Republika Altaj i Altajska Pokrajina), Rusija
    - Hakasi, Sibir (Hakasija), Rusija
    - Šorci, Sibir (Kemerovska oblast), Rusija
    - Tuvinci, Sibir (Tuva), Rusija
- Eskimsko-aleutski narodi
  - Eskimi
    - Jupici: Aljaska i Ruski Daleki Istok (Čukotka)
      - Alutiti, Aljaska
      - Centralnoaljaski jupici, Aljaska
      - Juiti, Sibir (Čukotsko poluostrvo), Rusija

    - Inuiti: Grenland, Severna Kanada (Severozapadne teritorije (oblast Inuvik), Nunavut, Nunavik i Nunatsiavut), Aljaska, SAD
      - Inupijati: Nortvest Arktik, Nort Sloup i Beringov moreuz, Aljaska, SAD

  - Aleuti: Aleutska ostrva, Aljaska, SAD i Kamčatska Pokrajina, Rusija
- Uralski narodi
  - Ugarski narodi, Hantija-Mansija, Sibir, Rusija
    - Hanti, Hantija-Mansija, Sibir, Rusija
    - Mansi, Hantija-Mansija, Sibir, Rusija

  - Permijanci
    - Komi, Rusija (Komija (Komi Zirjani) i Permska Pokrajina (Komi Permjaci))
    - Udmurti, Rusija (Udmurtija i Permska Pokrajina)

  - Laponci: Severna Norveška, Švedska, Finska, Rusija (Murmanska oblast)
  - Samojedski narodi
    - Nenci, Rusija
    - Enci, Sibir (Krasnojarska Pokrajina), Rusija
    - Nganasani, Sibir (Krasnojarska Pokrajina), Rusija
    - Selkupi, Sibir, Rusija
- Jukagiri, Istočni Sibir, Rusija
- Indo-Evropski
  - Germani
    - Severni Germani
      - Islanđani, Island
      - Norvežani, Norveška

## Literatura
- Takashi Irimoto, Takako Yamada (eds.) Circumpolar Religion and Ecology: An Anthropology of the North, University of Tokyo Press. 1994.  9780860085157.